# Barry Wilkinson
George Barry Wilkinson (Bishop Auckland, 16 giugno 1935 – maggio 2004) è stato un calciatore inglese, di ruolo centrocampista.

## Carriera
Nella stagione 1951-1952 gioca nei semiprofessionisti del West Auckland, mentre l'anno seguente milita nel Bishop Auckland, club della sua città natale.
Nell'estate del 1953 viene tesserato dal Liverpool, club di prima divisione; fa il suo esordio con i Reds il 5 dicembre 1953, in una vittoria casalinga per 5-2 contro il Blackpool. Nel corso della stagione 1953-1954 gioca complessivamente 18 partite nel campionato di First Division, che si conclude con la retrocessione in seconda divisione del club. Wilkinson rimane in rosa anche nella nuova categoria, in cui gioca 15 partite. Negli anni seguenti, pur continuando a far parte della rosa dei Reds, viene tuttavia impiegato con scarsa frequenza: dopo una sola presenza nella Second Division 1955-1956, infatti, anche negli anni seguenti gioca da un minimo di 8 ad un massimo di 14 partite a campionato, venendo ceduto al termine della stagione 1959-1960 dopo complessive 78 partite di campionato (più una in FA Cup) con la maglia del club.
Passa quindi al Bangor City, con cui nella stagione 1961-1962 vince la Coppa del Galles e prende parte alla Coppa delle Coppe 1962-1963, in cui la sua squadra viene eliminata dopo una partita di spareggio in campo neutro dal Napoli nel primo turno della manifestazione; Wilkinson scende in campo in tutte e 3 le partite disputate dalla sua squadra nella competizione (si tratta delle sue uniche presenze in carriera nelle competizioni UEFA per club). Dopo un triennio di permanenza, nel 1963 si trasferisce al Tranmere, club di Fourth Division: vi rimane per una sola stagione, nella quale disputa 3 partite di campionato. Gioca poi per ulteriori 2 stagioni, nei semiprofessionisti dell'Holyhead Town.

## Palmarès

### Club

#### Competizioni nazionali
- Coppa del Galles: 1

Bangor City: 1961-1962